# 梵 (最終幻想XII)
梵（香港和台湾官方译为）是一位登場於電子遊戲《最終幻想XII》中的虛構人物，即為該作的主人公。

## 人物

### 外表和性格
本作主人公。在阿凱迪亞帝國入侵多瑪斯卡王國後，梵的哥哥雷克斯受到重傷，在失意中逝世，留下舉目無親的梵。梵其後與青梅竹馬的女朋友潘妮蘿一同在道具店中打工。由於氏族地位卑微，只能居住暗無天日的地下街道。他非常痛恨阿凱迪亞帝國對多瑪斯卡王國等國的摧殘，期望有朝一日能夠擺脫國家以及民族對自己的束縛，成為一個自由自在的空賊。留著金色短髮，灰藍色雙眼的青年，有些孩子氣。年齡17歲、身高170公分。在《最終幻想：紛爭012》中甚至還洋蔥騎士的「哥哥」自居，武器多樣（平時為劍）。

### 身世和經歷
為了向阿凱迪亞帝國復仇，梵潛入多瑪斯卡王國的王宮（現以成為阿凱迪亞帝國派來的執政官，三皇子婓恩·卡達斯·蘇里多爾的居所）偷竊。他誤打誤撞走入寶庫秘室，打開了安放寶物的機關，奪得一個發光的物體（後來證明這物體為王家之證黃昏之碎片）。
就在這時，真正的空賊巴夫雷亞和芙蘭也闖入寶庫秘室，看見目標黃昏之碎片在梵手上，向梵索取。梵赴空檔機會轉身逃走，巴夫雷亞和芙蘭立即追擊，三人追逐至城樓，巴夫雷亞和芙蘭將梵包圍住，但突然之間，由多瑪斯卡王國唯一王位繼承人雅雪公主和渥斯勒帶領的解放軍派巨形飛空艇攻擊王宮，城樓受襲，帝國軍也發現三人，於是三人逃入地下水道中。三人為了逃生，只好放下成見合作，巴夫雷亞暫時不打算索取黃昏之碎片，一同在水道中找出口。
三人在水道移動之時，發現一名少女被帝國軍圍剿，梵救了少女後，她十分感激。但少女一聽到三人來偷東西時，態度就一百八十度大轉變，但為了生存，加入了三人們戰鬥。
在連串戰鬥後，四人依然被帝國軍捉住，梵、巴夫雷亞和芙蘭被囚入監獄，而少女則囚入另一處。帝國軍將梵擊暈，梵在夢中夢見哥哥雷克斯死前痴呆的慘況，認定將雷克斯和多瑪斯卡王國國王拉米納斯殺死的是叛國大將巴修。梵醒來以後，聯同巴夫雷亞和芙蘭逃走。三人深入監獄內部，見到帝國最高裁判者之一加布拉斯出現，對囚在鳥籠中的犯人冷嘲熱諷，說他是叛國賊，原來犯人就是被傳已處死的叛國大將巴修，加布拉斯除下盔甲，竟露出一模一樣的面孔，兩人原來是雙生兄弟。
加布拉斯走後，梵激動地跳上鳥籠，巴修口口聲聲說沒有殺死雷克斯和拉米納斯國王。可能兩人爭吵聲太大，被帝國軍聽到，巴夫雷亞立即踢落固定鳥籠的裝置，衆人連鳥籠跌入最深之處。在地下道中，梵依然十分氣憤，但欲逃出監獄，必須得到巴修的幫助。
沿途上，巴修解釋國王被殺一事，當年他們趕到國王的房間，國王已經被殺，同時埋伏的人將他的同伴殺死，並活捉了他，假扮巴修的加布拉斯出來，順勢重傷了追上來的雷克斯。梵沒有立刻相信，但態度已經開始轉變。
回到王城後，梵發現女友潘妮蘿被誘到中立國空中城市飄爾巴的魔石礦中，為的是捉拿梵，奪得黃昏之碎片。梵去到飄爾巴，見到另一位帝國最高裁判者基斯與飄爾巴元首哈倫·翁德爾四世同行，眾人接觸到翁德爾，翁德爾表示雅雪公主和潘妮蘿都在帝國空艦上。

## 外部連結
- Square-Enix官方網站 （页面存档备份，存于）
- 最終幻想XII日文官方網站 （页面存档备份，存于）